# Łużki (rejon jaworowski)
Łużki (ukr. Лужки) – wieś na Ukrainie w rejonie jaworowskim obwodu lwowskiego.